# カリフォルニア州の郡一覧
カリフォルニア州の郡一覧は、アメリカ合衆国カリフォルニア州内の郡の一覧である。カリフォルニア州内には58の郡がある。下表はアルファベット順である。

## カリフォルニア州の郡の特徴
郡は全ての選挙、資産税の徴収、土地譲渡証書など公式記録の維持、および郡域内での裁判所の維持に責任があり、さらに法人化された都市の中に入らない領域には法の執行（郡保安官と副保安官による）を行っている。
- 郡は地方政府の単位であり、州内全ての土地は58郡のどれかに割り振られている。各郡に管理委員会があり、州法の下にその住民に対して、法の執行、健康管理、道路の維持などのサービスを行う義務がある。義務と裁量の平衡を保つことは大変難しいことである。障害を持った郡の納税者は財政の窮状が理由にならない例えば健康管理のような特定任務を執行することを郡に訴えることができる。
- 郡内の未編入領域でそこそこの大きさのある地域住民は都市として法人化できる。市政府は郡に行くはずだった税収入の幾らかを取り込むことができ、また別に住民に課税することができる。それまで郡が行っていたサービスを全て取り込むか、あるいはサービスの幾つかを取り込んで残りは郡に有償で委ねるかを選択できる。後者の場合は「契約都市」と呼ばれる。この種の契約は1954年にカリフォルニア州レイクウッド市が始めたので、法律家の間では「レイクウッド・プラン」と呼ばれている[1]。
- カリフォルニア州における郡の管理を抜けるという概念がその論理的極論になってきている。バーノン市のほば全てが1つの工業地帯であるのに対し、ロスアルトスヒルズの町ほぼ全てが住宅地域に分類されている。
- 資産税や消費税（市や郡の主要歳入源）に関して地域によって異なっているために、またその優先順位について対応が異なるために、市毎にサービスレベルに違いが生じている。例えば、サンタモニカ市はロサンゼルス郡の他の都市あるいは郡政府よりもホームレスへの対応でかなり寛大な状況にある。
- 郡の条令は各市が批准しなければその市には適用されない。例えばロサンゼルス郡ではレストラン検査評定を公表することを求める条令を何年も前に可決しているが、幾つかの市はそれを批准しておらず、それらの市では評定を公表する必要がない。
- 州内には只1つサンフランシスコという統合市郡がある。市の管理委員会が市と郡の両面を統治している。市警察部と郡保安部の両方があって、郡保安部は郡刑務所を運営している。

## カリフォルニア州で最初に設立された郡
1850年1月4日、カリフォルニア憲法委員会が18郡の創設を推薦した。その郡とはベニシア、ビュート、フレモント、ロサンゼルス、マリポサ、マウントディアブロ、オロ、レディング、サクラメント、サンディエゴ、サンフランシスコ、サンホアキン、サンノゼ、サンルイスオビスポ、サンタバーバラ、ソノマおよびサッターの各郡だった。4月22日、ブランシフォート、カラベラス、コロマ、コルシ、マリン、メンドシーノ、ナパ、トリニティ、およびユバの各郡が追加された。ベニシアはソラノに、コロマはエルドラドに、フレモントはヨロに、マウントディアブロはコントラコスタに、サンノゼはサンタクララに、オロはトゥオルミに、レディングはシャスタにそれぞれ改名された。郡に関する最初期の州法は、ブランシフォートをサンタクルーズに、コルシをコルサに、およびヨラをヨロにそれぞれ改名することだった。
州内で最後に設立された郡は1907年8月7日のインペリアル郡である。

## カリフォルニア州の郡の一覧
現在ある郡の数は、長い歳月の間に大きな郡の多くを小分けして小さな郡を設立してきた結果である。
なお、カリフォルニア州の郡と都市の人口はアメリカ合衆国国勢調査局とカリフォルニア州財務部の2つの機関が算出しており、それぞれ異なる算出法を用いている。人口データは連邦予算の配分の根拠として使われている。下表には2020年に行われた国勢調査のデータを示す。
| カリフォルニア州の郡の一覧            | カリフォルニア州の郡の一覧 | カリフォルニア州の郡の一覧 | カリフォルニア州の郡の一覧 | カリフォルニア州の郡の一覧 | カリフォルニア州の郡の一覧 |
| 郡名                                  | 郡庁所在地                 | 設立年                     | 人口 （2020年）            | 面積 (km2)                 | 地図                       |
| ------------------------------------- | -------------------------- | -------------------------- | -------------------------- | -------------------------- | -------------------------- |
| アラメダ郡 Alameda                    | オークランド               | 1853                       | 1,682,353                  | 1,911                      |                            |
| アルパイン郡 Alpine                   | マークリービル             | 1864                       | 1,204                      | 1,914                      |                            |
| アマドール郡 Amador                   | ジャクソン                 | 1854                       | 40,474                     | 1,536                      |                            |
| ビュート郡 Butte                      | オーロビル                 | 1850                       | 211,632                    | 4,248                      |                            |
| カラベラス郡 Calaveras                | サンアンドレアス           | 1850                       | 45,292                     | 2,642                      |                            |
| コルサ郡 Colusa                       | コルサ                     | 1850                       | 21,839                     | 2,981                      |                            |
| コントラコスタ郡 Contra Costa         | マーティネズ               | 1850                       | 1,165,927                  | 1,865                      |                            |
| デルノルト郡 Del Norte                | クレセントシティ           | 1857                       | 27,743                     | 2,611                      |                            |
| エルドラド郡 El Dorado                | プラサービル               | 1850                       | 191,185                    | 4,434                      |                            |
| フレズノ郡 Fresno                     | フレズノ                   | 1856                       | 1,008,654                  | 15,444                     |                            |
| グレン郡 Glenn                        | ウィローズ                 | 1891                       | 28,917                     | 3,406                      |                            |
| ハンボルト郡 Humboldt                 | ユーレカ                   | 1853                       | 136,463                    | 9,254                      |                            |
| インペリアル郡 Imperial               | エルセントロ               | 1907                       | 179,702                    | 10,813                     |                            |
| インヨー郡 Inyo                       | インデペンデンス           | 1866                       | 19,016                     | 26,397                     |                            |
| カーン郡 Kern                         | ベーカーズフィールド       | 1866                       | 909,235                    | 21,088                     |                            |
| キングス郡 Kings                      | ハンフォード               | 1893                       | 152,486                    | 3,600                      |                            |
| レイク郡 Lake                         | レイクポート               | 1861                       | 68,163                     | 3,258                      |                            |
| ラッセン郡 Lassen                     | スーザンビル               | 1864                       | 32,730                     | 11,805                     |                            |
| ロサンゼルス郡 Los Angeles            | ロサンゼルス               | 1850                       | 10,014,009                 | 10,515                     |                            |
| マデラ郡 Madera                       | マデラ                     | 1893                       | 156,255                    | 5,537                      |                            |
| マリン郡 Marin                        | サンラフェル               | 1850                       | 262,321                    | 1,347                      |                            |
| マリポサ郡 Mariposa                   | マリポサ                   | 1850                       | 17,131                     | 3,758                      |                            |
| メンドシーノ郡 Mendocino              | ユカイア                   | 1850                       | 91,601                     | 9,088                      |                            |
| マーセド郡 Merced                     | マーセド                   | 1855                       | 281,202                    | 4,996                      |                            |
| モドック郡 Modoc                      | アルトゥラス               | 1874                       | 8,700                      | 10,215                     |                            |
| モノ郡 Mono                           | ブリッジポート             | 1861                       | 13,195                     | 7,884                      |                            |
| モントレー郡 Monterey                 | サリナス                   | 1850                       | 439,035                    | 8,604                      |                            |
| ナパ郡 Napa                           | ナパ                       | 1850                       | 138,019                    | 1,953                      |                            |
| ネバダ郡 Nevada                       | ネバダシティ               | 1851                       | 102,241                    | 2,481                      |                            |
| オレンジ郡 Orange                     | サンタアナ                 | 1889                       | 3,186,989                  | 2,046                      |                            |
| プレイサー郡 Placer                   | オーバーン                 | 1851                       | 404,739                    | 3,893                      |                            |
| プラマス郡 Plumas                     | クインシー                 | 1854                       | 19,790                     | 6,615                      |                            |
| リバーサイド郡 Riverside              | リバーサイド               | 1893                       | 2,418,185                  | 18,669                     |                            |
| サクラメント郡 Sacramento             | サクラメント               | 1850                       | 1,585,055                  | 2,502                      |                            |
| サンベニト郡 San Benito               | ホリスター                 | 1874                       | 64,209                     | 3,597                      |                            |
| サンバーナーディーノ郡 San Bernardino | サンバーナーディーノ       | 1853                       | 2,181,654                  | 51,960                     |                            |
| サンディエゴ郡 San Diego              | サンディエゴ               | 1850                       | 3,298,634                  | 10,888                     |                            |
| サンフランシスコ郡 San Francisco      | サンフランシスコ           | 1850                       | 873,965                    | 122                        |                            |
| サンホアキン郡 San Joaquin            | ストックトン               | 1850                       | 779,233                    | 3,623                      |                            |
| サンルイスオビスポ郡 San Luis Obispo  | サンルイスオビスポ         | 1850                       | 282,424                    | 8,557                      |                            |
| サンマテオ郡 San Mateo                | レッドウッドシティ         | 1856                       | 764,442                    | 1,163                      |                            |
| サンタバーバラ郡 Santa Barbara        | サンタバーバラ             | 1850                       | 448,229                    | 7,091                      |                            |
| サンタクララ郡 Santa Clara            | サンノゼ                   | 1850                       | 1,936,259                  | 3,344                      |                            |
| サンタクルーズ郡 Santa Cruz           | サンタクルーズ             | 1850                       | 270,861                    | 1,155                      |                            |
| シャスタ郡 Shasta                     | レディング                 | 1850                       | 182,155                    | 9,806                      |                            |
| シエラ郡 Sierra                       | ダウニービル               | 1852                       | 3,236                      | 2,468                      |                            |
| シスキュー郡 Siskiyou                 | ワイリーカ                 | 1852                       | 44,076                     | 16,283                     |                            |
| ソラノ郡 Solano                       | フェアフィールド           | 1850                       | 453,491                    | 2,145                      |                            |
| ソノマ郡 Sonoma                       | サンタローザ               | 1850                       | 488,863                    | 4,082                      |                            |
| スタニスラウス郡 Stanislaus           | モデスト                   | 1854                       | 552,878                    | 3,872                      |                            |
| サッター郡 Sutter                     | ユバシティ                 | 1850                       | 99,633                     | 1,562                      |                            |
| テハマ郡 Tehama                       | レッドブラフ               | 1856                       | 65,829                     | 7,643                      |                            |
| トリニティ郡 Trinity                  | ウィーバービル             | 1850                       | 16,112                     | 8,234                      |                            |
| トゥーレアリ郡 Tulare                 | バイセイリア               | 1852                       | 473,117                    | 12,494                     |                            |
| トゥオルミ郡 Tuolumne                 | ソノラ                     | 1850                       | 55,620                     | 5,791                      |                            |
| ベンチュラ郡 Ventura                  | ベンチュラ                 | 1872                       | 843,843                    | 4,781                      |                            |
| ヨロ郡 Yolo                           | ウッドランド               | 1850                       | 216,403                    | 2,621                      |                            |
| ユバ郡 Yuba                           | メアリーズビル             | 1850                       | 81,575                     | 1,632                      |                            |

## 廃止された郡
1. クラマス郡 (Klamath County) - 1851年に現在のトリニティ郡の北半分に設立された。その領域の一部が1857年にデルノルト郡に割譲され、1874年には残っていた領域がハンボルト郡とシスキュー郡に分割され、クラマス郡は廃郡となった。
2. パウタ郡 (Pautah County) - 現在ネバダ州となっている領域から連邦議会の承認でカリフォルニア州が譲り受けるものと見なした部分に1852年に設立した。この割譲が行われることは無く、カリフォルニア州議会は1859年に実際には設立されなかった郡の廃止を公式に決めた。